# 소노베 케이이치
소노베 케이이치(일본어: 園部 啓一 そのべ けいいち[*], 1960년 9월 16일 ~ )는 일본의 남성 성우. 도쿄도 출신. 81프로듀스 소속.